# FC Bayern de Múnic (basquetbol)
FC Bayern München Basketball és la secció de bàsquet del club de futbol FC Bayern de Múnic de la ciutat de Múnic (Alemanya). Va ser fundada el 1946. La temporada 2019-2020 disputarà la Basketball Bundesliga i l'Eurolliga de bàsquet. El FC Bayern München Basketball disputa els seus partits com a local al pavelló Audi Dome, que té una capacitat per 6.700 espectadors.

## Palmarès
3 Basketball Bundesliga: 2014., 2018, 2019.